# Nozzles
Nozzles（ノズルス）は、日本のフルーティスト4人による現代音楽専門のアンサンブル。正式名称はCoacervate Nozzles（コアセルヴェート・ノズルス）。

## 概要
木ノ脇道元が中心となり、古田土明歌、多久潤一朗とともにトリオで結成。のちに斎藤和志が加わりカルテットとなる。
「オリジナル作品を中心にフルートの可能性を模索する」をモットーに、フルートの特殊奏法を用いる。木管楽器による現代音楽を、前衛性と若さとをもって追求している。